# Cheba Zahouania
Cheba Zahouania of Chaba Zahouania, pseudoniem voor Halima Mazzi (Oran, 15 mei 1959) is een Algerijnse rai-zangeres. Ze begon haar carrière bij het ensemble Meddaha. Haar doorbraak kwam er met het nummer Kahli ya khali, met Hamid. Cheba Zahouania is ook bekend geworden door verschillende producties samen met onder andere Rim'K, en andere Franse hiphop-artiesten. Na de moord op Cheb Hasni, in 1994, verhuisde Cheba Zahouania naar Frankrijk.
Halima Mazzi werd geboren in Oran, Algerije in 1959. Haar moeder is een Algerijnse uit Oran, meer bepaald Médioni.

## Discografie
- H Bibi Darha Biya (2003)
- El baraka (2002)
- Zahouania (2001)
- Samahni ya zine (2000)
- Rythm n Raï (1997)
- Formule Raï (1995)
- Nights without Sleeping (1988)
- Rachid System Feat. Rim'K
- Wourini Win Rak Tergoud
- Mazelt fi lbal
- Ya Lala Torkia

- Bibliothèque nationale de France: cb139500961 (data)
- Gemeinsame Normdatei: 143528033
- International Standard Name Identifier: 0000 0003 6188 7656
- MusicBrainz: cfa88bb0-2801-437b-b626-eaaf83081ad7
- Nederlandse Thesaurus van Auteursnamen: 10028793X
- Système universitaire de documentation: 086913441
- Virtual International Authority File: 227149294359080522251